# David Marks
David Lee Marks (Hawthorne, 22 augustus 1948) is een Amerikaanse muzikant, vooral bekend als voormalig gitarist en zanger van de rockband The Beach Boys. Ook richtte hij Marks & the Marksmen op.

## Biografie
David Marks woonde in Hawthorne aan de overkant van het huis van de gebroeders Wilson (Brian, Dennis en Carl). Op tienjarige leeftijd leerde hij gitaar spelen en op dertienjarige leeftijd, in februari 1962 trad hij toe tot The Beach Boys in plaats van Al Jardine, die voor tandarts ging studeren. Toen hij lid was, nam hij deel aan vier albums (Surfin' Safari 1962, Surfin' U.S.A. 1963, Surfer Girl 1963, Little Deuce Coupe, 1963) van de groep en werden meer dan honderd concerten gegeven. Toenemende conflicten met Murry Wilson, de toenmalige manager van The Beach Boys en de vader van de gebroeders Wilson, leidde ertoe dat Maks aan het einde van de zomer van 1963 de groep verliet (tegen die tijd was Al Jardine terug gekeerd in de groep).
Op het album That's Why God Made the Radio (2012), nam Marks opnieuw deel. Ook was hij aanwezig bij de 50-jarige jubileumtour.

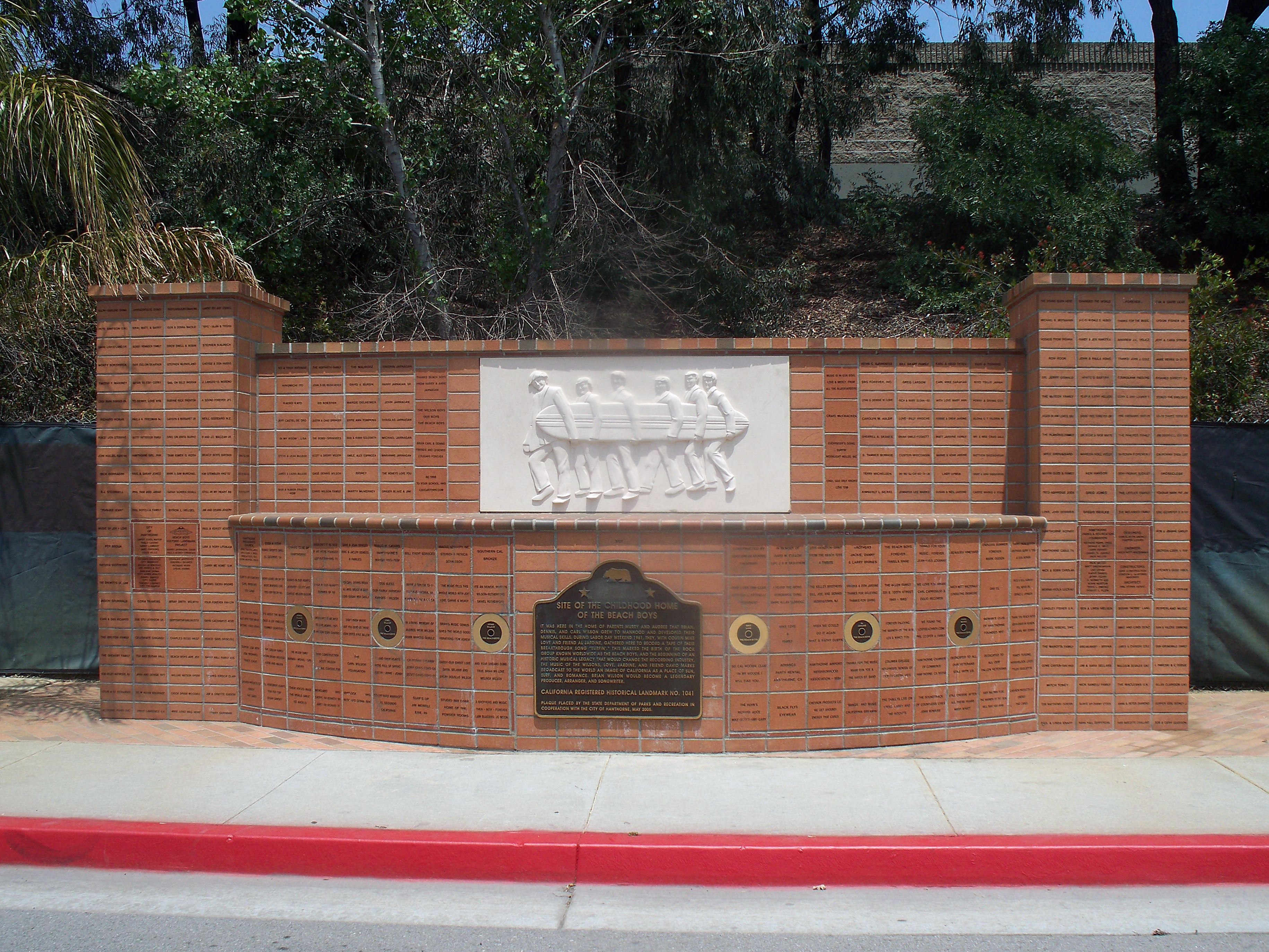
Het Beach Boys monument waar David Marks op afgebeeld staat.

- Gemeinsame Normdatei: 133539725
- International Standard Name Identifier: 0000 0000 4881 555X
- Library of Congress Control Number: no2004102085
- MusicBrainz: 8995f845-c5ed-4c24-a240-3af232ef6eac
- Virtual International Authority File: 34175640
- WorldCat: E39PBJqFJPqDqFf6BDX4B4KTpP